# Mszana (Silezië)
Mszana (Duits: Mschanna) is een dorp in de Poolse woiwodschap Silezië. De plaats maakt deel uit van de gemeente Mszana en telt 3500 inwoners.